# Bán đảo Sinai

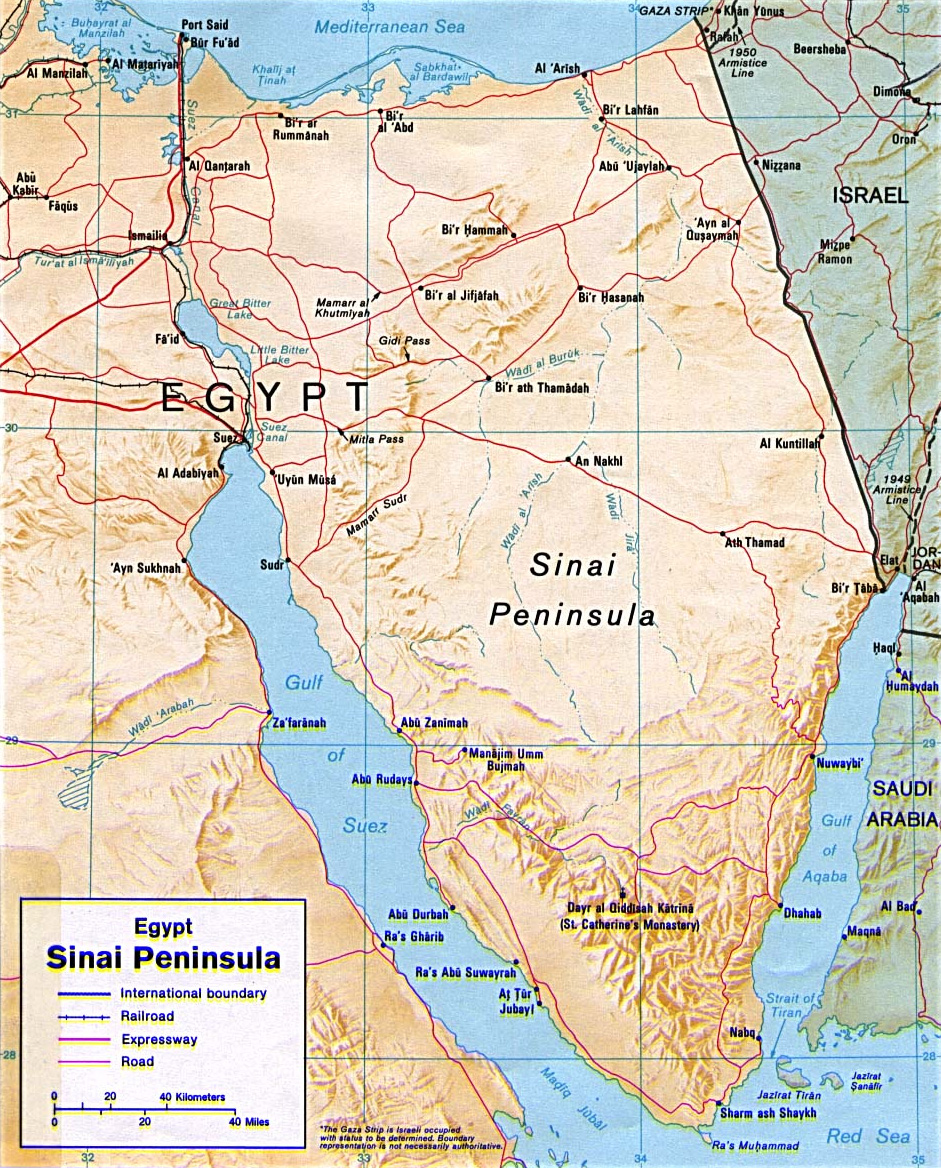
Bản đồ Bán đảo Sinai.

Bán đảo Sinai hay Sinai là một bán đảo hình tam giác ở Ai Cập. Nó nằm giữa Địa Trung Hải ở phía bắc và Hồng Hải ở phía nam, tạo thành một cầu đất từ châu Phi sang Tây Á, rộng khoảng 60.000 km². Người Ai Cập gọi nó là Vùng đất của Fayrouz.

## Lịch sử

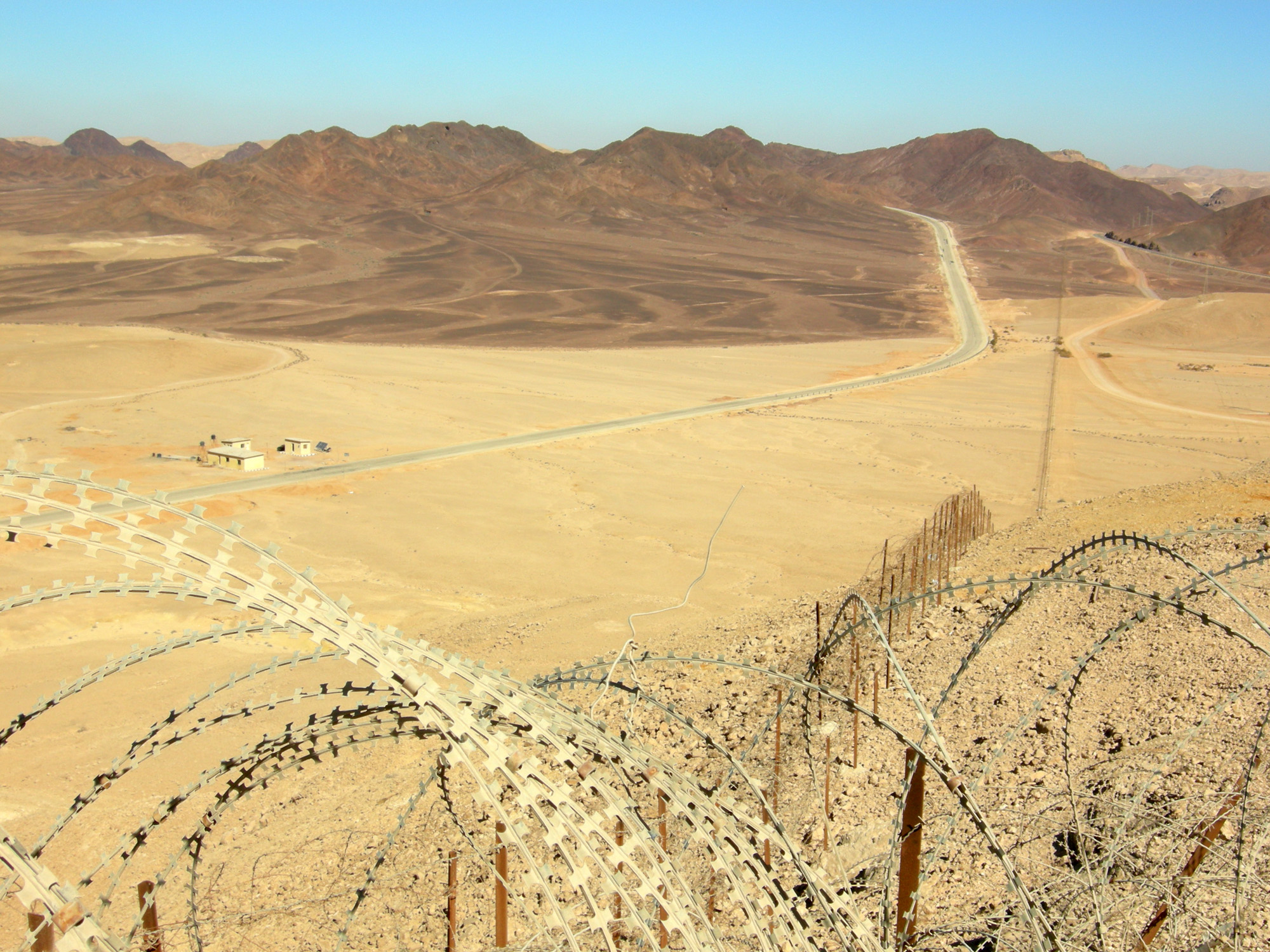
Biên giới Ai Cập-Israel, nhìn từ phía bắc từ núi Eilat.

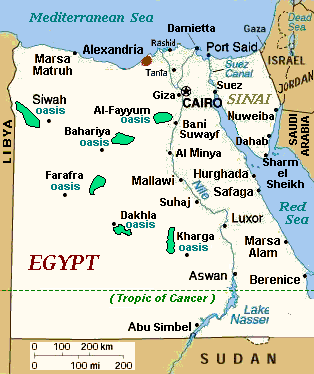
Sinai trong bản đồ Ai Cập

Bán đảo Sinai xưa được người Monitu cư ngụ và được gọi là Mafkat hay Vùng đất của ngọc lam. Kể từ thời Vương triều thứ nhất (cổ Ai Cập) hoặc trước đó, người Ai Cập đã khai thác ngọc lam ở Sinai tại hai địa điểm, nay là Wadi Maghareh và Serabit el-Khadim. Các mỏ này được khai thác không liên tục, theo mùa, trong hàng ngàn năm. Các nỗ lực hiện tại nhằm khai thác các mỏ này không mang lại lợi nhuận. Đây có thể coi là nơi diễn ra các hoạt động khai mỏ đầu tiên của loài người.
Quân Mamluk Ai Cập kiểm soát Sinai từ năm 1260 cho tới năm 1518, khi Sultan của Đế quốc Ottoman là Selim I, đánh bại họ trong các trận Marj Dabiq và al-Raydaniyya. Kể từ đó cho tới đầu thế kỷ 20, Sinai là một phần của Pashalik Ai Cập (trấn Ai Cập), dưới quyền đế chế Ottoman. Từ năm 1906 nó trở thành một phần của Ai Cập dưới quyền bảo hộ của Vương quốc Anh, khi người Thổ nhượng lại bán đảo này dưới sức ép của Anh. Biên giới theo người Anh áp đặt chạy theo tuyến từ Rafah trên bờ biển Địa Trung Hải tới Taba, Ai Cập trên Vịnh Aqaba. Tuyến này được coi là biên giới phía đông của Ai Cập kể từ đó, và nay là biên giới Ai Cập và Israel.

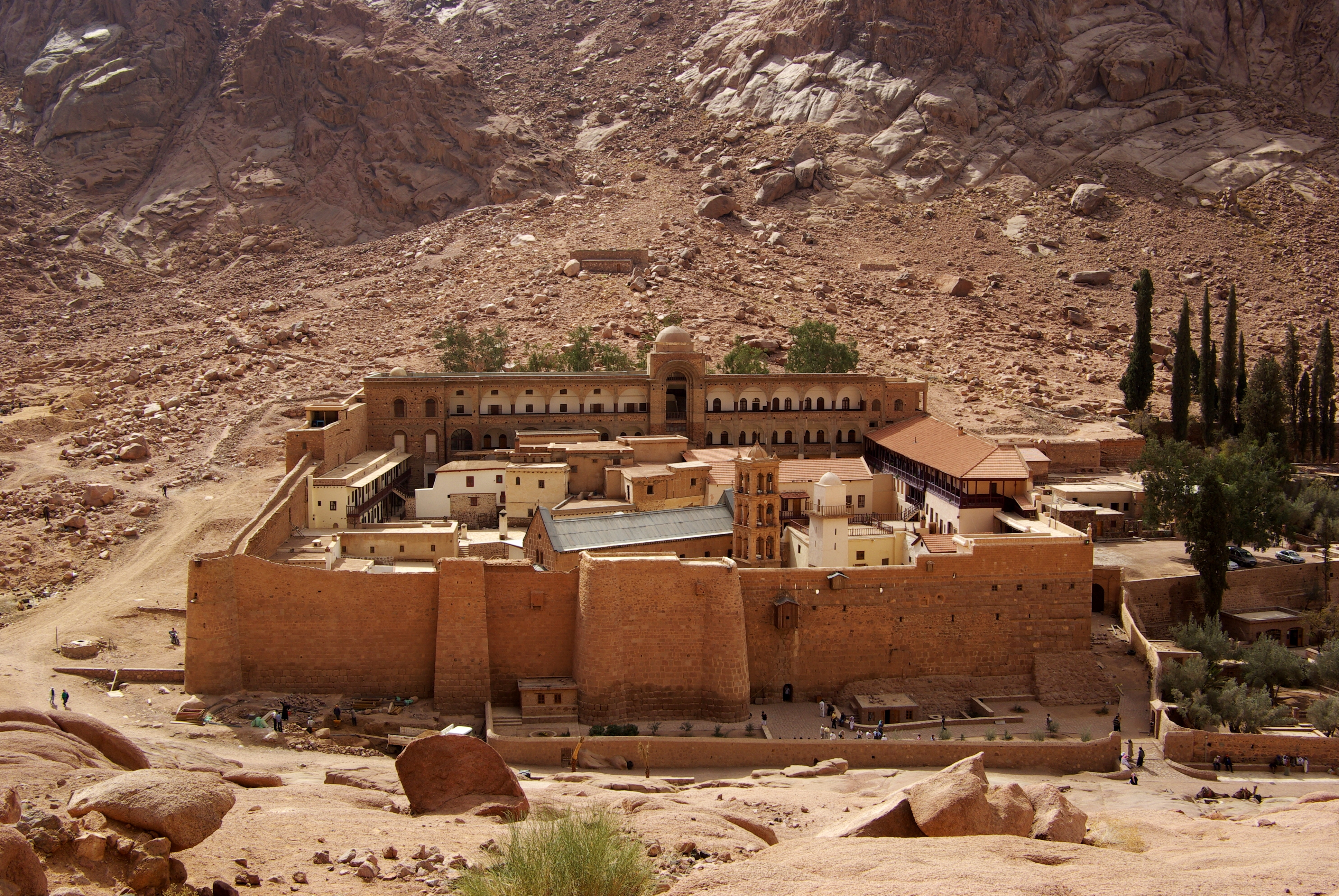
Tu viện thánh Catherine, tu viện cổ nhất trên thế giới, và là điểm du lịch được ưa thích

Sau cuộc Chiến tranh Sáu ngày năm 1967, Sinai rơi vào tay Israel. Ai Cập bất ngờ tiến công Israel trong cuộc Chiến tranh Yom Kippur năm 1973 để giành lại Sinai, nhưng không thành công. Tới năm 1979, Israel và Ai Cập ký hiệp định hòa bình, theo đó trao trả lại Sinai cho Ai Cập, dù người ta đã phát hiện ra một lượng lớn dầu mỏ tại Sinai. Theo hiệp định này, Israel dần rút quân và hoàn toàn rút khỏi Sinai năm 1982, đồng thời dỡ bỏ thị trấn Yamit của người định cư Do Thái ở phía đông bắc Sinai. Một thị trấn khác là Ofira thì không bị dỡ bỏ, nay trở thành khu du lịch nghỉ mát Sharm el-Sheikh.

## Hiện tại

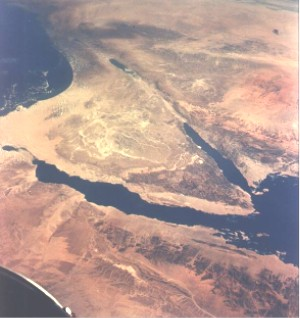
Hình chụp từ vệ tinh Israel, Jordan và Bán đảo Sinai

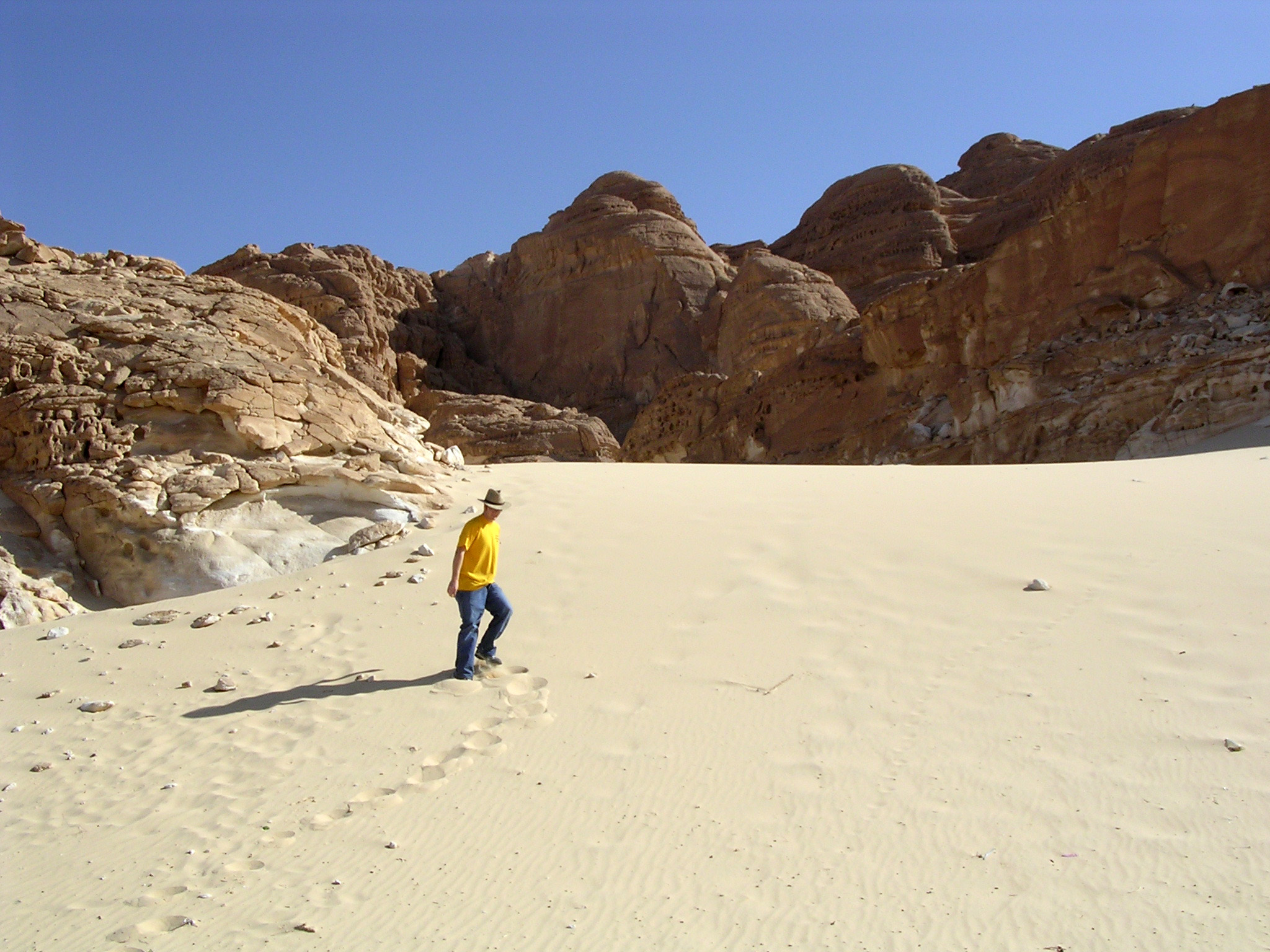
Cồn cát và vách đá tại Sinai

Bán đảo Sinai hiện được chia thành hai trấn, hay tỉnh của Ai Cập. Phần phía nam gọi là Ganub Sina trong tiếng Ả Rập, nghĩa là "Nam Sinai"; phần bắc gọi là Shamal Sina, tức "Bắc Sinai". Ba trấn khác tập trung bên bờ kênh đào Suez, gồm el-Sewais, tức "kênh Suez"; phần phía nam của nó kéo dài vào nội địa Ai Cập. Phần trung tâm là el-Isma'ileyyah và Port Said, nằm ở phía bắc, thủ phủ là Port Said.
Có khoảng 66.500 người sống tại Ganub Sina và 314.000 người sống tại Shamal Sina. Port Said có dân số khoảng 500.000 người. Một phần dân cư el-Isma'ileyyah và el-Suweis sống tại Sinai, phần còn lại sống trên bờ tây của kênh Suez, trong nội địa Ai Cập. Tổng cộng có 1,3 triệu người sống tại Sinai.
Trong vòng hơn 30 năm qua, Sinai đã là một điểm đến của khách du lịch vì vẻ đẹp tự nhiên, nhiều bãi san hô, lịch sử trong Kinh Thánh của nó, và cũng vì nó nằm cạnh Israel. Một số lớn người Ai Cập từ thung lũng sông Nile và vùng châu thổ cũng chuyển đến đây để làm nghề du lịch, trong khi sự phát triển đô thị ở đây lại khiến người du mục Bedouin bản xứ mất đi bãi chăn thả và ngư trường đánh bắt cá. Sự xung khắc văn hóa dẫn đến việc Sinai trở thành nơi diễn ra một số hoạt động khủng bố nhằm vào du khách phương Tây và người Israel, và nhằm vào một số người Ai Cập đi du lịch hoặc hoạt động trong ngành du lịch ở đây.